# Cameroun (núi)
Núi Cameroun là một ngọn núi lửa đang hoạt động ở Cameroun gần vịnh Guinea. Núi Cameroun cũng được biết đến bởi cái tên Núi Fako (tên đỉnh cao nhất của ngọn núi) hay tên thổ ngữ Mongo ma Ndemi (có nghĩa là "ngọn núi Vĩ đại"). Ngọn núi này là một phần của khu vực địa lý có các núi lửa hoạt động mạnh gọi là đường núi lửa Cameroun, trong đó bao gồm cả hồ Nyos, nơi từng xảy ra thảm họa phun trào ao hồ vào năm 1986 khiến 1.700 người và 3.500 gia súc bị chết ngạt.